# Simulium bequaerti
Simulium bequaerti är en tvåvingeart som beskrevs av Gibbins 1936. Simulium bequaerti ingår i släktet Simulium och familjen knott. Inga underarter finns listade i Catalogue of Life.